# Lacinipolia lucina
Lacinipolia lucina là một loài bướm đêm trong họ Noctuidae.